# Bracon hebetor
Bracon hebetor — насекомое из семейства браконид, отряда перепончатокрылых. Эктопаразитоид гусениц бабочек Plodia interpunctella (южная амбарная огневка), Ephestia kuehniella (мельничная огневка) и других. Распространён всесветно. Используется для биологической борьбы с вредителями запасов. 

## Описание
Длина тела около 2,5 мм. Окраска весьма изменчива, состоит из сочетания коричневого, желтого и черного цветов. Брюшко самцов у основания светлое. У самок имеется небольшой (короче брюшка) яйцеклад. Количество члеников усиков 14—18 у самок, 20—25 у самцов.

## Жизненный цикл
Самка парализует гусениц вида-хозяина последнего возраста, впрыскивая им нервно-паралитический яд. После этого она откладывает яйца (до 20 штук) непосредственно на гусеницу или возле неё. Всего за свою жизнь самка может отложить около 300 яиц.
Примерно через 12 часов из яиц выклёвываются личинки, которые начинают питаться парализованной гусеницей. Через 2—5 дней, пройдя четыре линьки, личинка окукливается в небольшом коконе белого цвета. Стадия куколки продолжается 3—4 дня, после чего из куколки появляется взрослое насекомое. Полная продолжительность жизни составляет до 10 дней у самцов и до 30 дней у самок.

## Механизм определения пола
Пол у Bracon hebetor определяется не только плоидностью особи (как у других перепончатокрылых), но и аллельным состоянием особого полиморфного «полового локуса». Такой механизм определения пола был впервые обнаружен именно у Bracon hebetor.
Диплоидные особи, гомозиготные по этому локусу, развиваются не в самок, как можно было бы ожидать, а в самцов. Значительная часть таких диплоидных самцов погибает на ранних этапах развития, а те, которые выживают, как правило, стерильны, хотя и спариваются с самками. Гаплоидные особи развиваются в 
нормальных самцов.

## Хозяйственное значение
Bracon hebetor может паразитировать на гусеницах разных видов бабочек-вредителей, среди которых Ephestia kuehniella, Galleria mellonella, Sitotroga cerealella и другие. Основным его хозяином является Plodia interpunctella, опасный вредитель хранилищ зерна и других сухих продуктов. Поэтому Bracon hebetor продается и используется как средство биологической борьбы с вредителями.